# Aligarh
|  | Per a altres significats, vegeu «Aligarh (desambiguació)». |

Aligarh (hindi: अलीगढ़, urdú: علی گڑھ) és una ciutat de l'Índia, capital del districte d'Aligarh, Uttar Pradesh, a 126 km al sud-est de Delhi. La seva població és de 667.732 habitants (2001). És seu de la Aligarh Muslim University. La ciutat està dividida en dos àrees: Vella Aligarh i Nova Aligarh.

## Història
El seu nom antic fou Kol o Koil que designava a tot el districte. Per això la seva història és pràcticament la del districte (vegeu Districte d'Aligarh). El fort, proper a la ciutat, va agafar el nom de Muhammadgarh des de la seva fundació el 1524/1525 fins al 1715, Sabitgarh del 1715 al 1757, Ramgarh del 1757 al 1784 amb períodes de domini afganès entre 1759 i 1784 en què es va dir Aligarh, nom que finalment va predominar el 1784 i va acabar per substituir el nom de la ciutat després del 1804. El nom de Koil es conserva en un tahsil del districte d'Aligarh.

## Llocs interessants
- Fort d'Aligarh
- Aligarh Muslim University
- Fortalesa Dor del 1524
- Mesquita (segle xviii)
- Tombes de santons

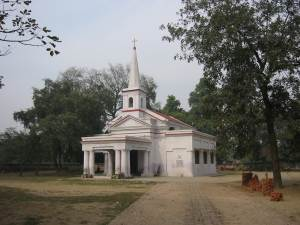
Església a Naqvi Park.

- Harduaganj Thermal Power Station (o Kasimpur Power House) a 15 km
- Center Point Market
- Railway Road market
- Shamshad market
- Dodhpur Market
- Amir Nisha market.

## Barris

### New Aligarh
Lal Diggi Road, Anwarul Huda Compound, Amir Nisha, Azim Compound, Zakaria Market, Dhurra, Sir Syed Nagar, Friends Colony, Jamalpur, Badar Bagh, Habib Bagh, Bhamola, Zohrabagh, Dodhpur, Shabitan Compound, Jeevangarh, Kela Nagar, Firdaus Nagar, Janakpuri, Professor Colony, Prag Sarover, Gyan sarover, Maan sarover, Avantika-1 and 2, Shyam Nagar, Medical Colony, Lekhraj Nagar, Ramesh Vihar Colony, Durga Wadi, Marris Road, Vidhya Nagar, Ram Krishna Puram, Sasni Gate i Delhi GT Road.

### Old Aligarh
Rasalgunj o Russellganj (porta el nom de Claude Russell, primer Col·lector del districte d'Aligarh), Nai Basti, Avas Vikas Colony, Sarai Hakeem, Manik Chowk, Delhi Gate, Gular Road, Anona House, Pahasu House, Sasni Gate, Mahavir Ganj, Railway Road, Saray kawa,Babri Mandi, Mitha Kuan, Jaiganj,Pathan Mohallah(Afghanan),Kala Mahal,Ghaski Mandi,Upper Kot,Jama masjid Gambhir Pura, Mahendra Nagar, Bank Colony (Premier Nagar), Gandhi Nagar, Saray Sultani, Achal Talab, Khirni Gate, Janak Puri i Vikram Colony.